# Baron O’Hagan

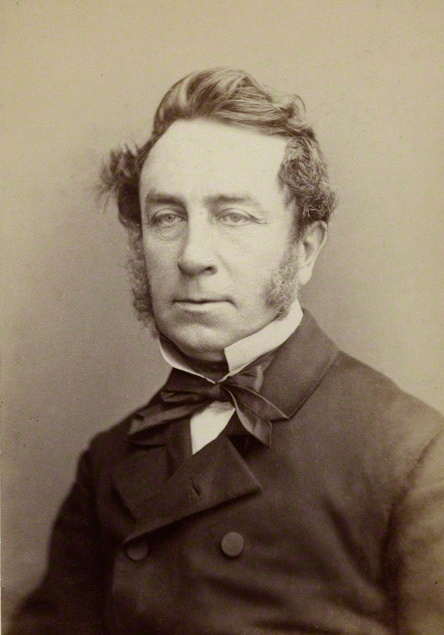
Thomas O’Hagan, 1. Baron O’Hagan

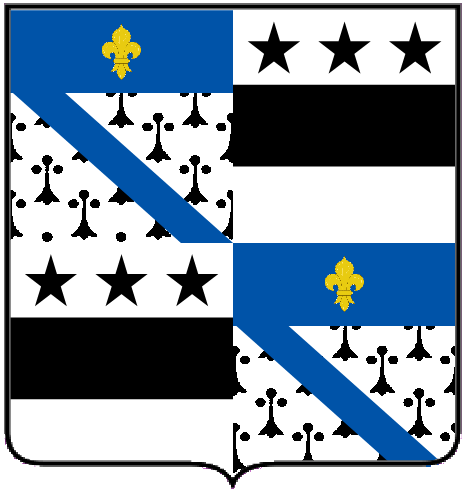
Wappen der Barone O’Hagan

Baron O’Hagan, of Tullahogue in the County of Tyrone, ist ein erblicher britischer Adelstitel in der Peerage of the United Kingdom.
Der Titel wurde am 14. Juni 1870 für den Lordkanzler von Irland Sir Thomas O’Hagan geschaffen.
Gegenwärtiger Titelinhaber ist seit 2025 sein Urenkel Richard Strachey als 5. Baron.

## Liste der Barone O’Hagan (1870)
- Thomas O’Hagan, 1. Baron O’Hagan (1812–1885)
- Thomas O’Hagan, 2. Baron O’Hagan (1878–1900)
- Maurice Towneley-O’Hagan, 3. Baron O’Hagan (1882–1961)
- Charles Strachey, 4. Baron O’Hagan (1945–2025)
- Richard Strachey, 5. Baron O’Hagan (* 1950)

Titelerbe (Heir apparent) ist der Sohn des aktuellen Titelinhabers, Hon. Columba O’Hagan Strachey (* 1985). 